# NGC 2888
NGC 2888 est une galaxie elliptique située dans la constellation de la Boussole. NGC 2888 a été découverte par l'astronome britannique John Herschel en 1835.

## Caractéristiques
Sa vitesse par rapport au fond diffus cosmologique est de de 2 741 ± 28 km/s, ce qui correspond à une distance de Hubble de 40,4 ± 2,9 Mpc (∼132 millions d'al).
À ce jour, deux mesures non basées sur le décalage vers le rouge (redshift) donnent une distance de 31,500 ± 2,970 Mpc (∼103 millions d'al), ce qui est à l'extérieur des valeurs de la distance de Hubble. Notons que c'est avec la valeur moyenne des mesures indépendantes, lorsqu'elles existent, que la base de données NASA/IPAC calcule le diamètre d'une galaxie et qu'en conséquence le diamètre de NGC 2888 pourrait être d'environ 45,9 kpc (∼150 000 al) si on utilisait la distance de Hubble pour le calculer.